# Metropolitana di Cleveland
La metropolitana di Cleveland è composta da una linea metropolitana che serve le città di Cleveland ed East Cleveland, nella contea di Cuyahoga. È gestita dalla Greater Cleveland Regional Transit Authority (GCRTA).
La linea è chiamata ufficialmente linea rossa, (in inglese Red Line, IPA: [rɛd laɪn]) il colore con cui è rappresentata nelle mappe, ed è conosciuta anche come linea Airport-Windermere dal nome dei suoi capolinea.

## Storia
La prima sezione della linea, tra le stazioni di West 117th-Madison e di Louis Stokes, venne ufficialmente inaugurata il 15 marzo 1955, utilizzando anche parte della Cleveland Interurban Railroad tra Tower City e East 55th. Il 15 novembre 1958, la linea fu estesa da Madison Highland a West Park con due nuove stazioni. L'ultima estensione della linea risale invece al 1968, con l'apertura del prolungamento tra West Park e l'Aeroporto di Cleveland-Hopkins.